# Laâchfoubi El Bouazzaoui
Laâchfoubi El Bouazzaoui (en arabe : العشفوبي البوعزاوي), de son vrai nom Bouazza Laâchfoubi, né en 1908 à Casablanca et mort le 14 mars 1977 dans la même ville, est un résistant marocain, dirigeant de football et président du Raja Club Athletic de 1958 à 1963.
Riche commerçant, il gère le club Al Watan qu'il a fondé avec Hamidou El Watani tout en finançant les mouvements indépendantistes à Derb Sultan. En 1949, il est parmi les fondateurs les plus notables du Raja Club Athletic où il occupe le poste de vice-président dès sa fondation. Entre 1958 et 1963, il est le président du club. Il est notamment connu pour avoir refusé de jouer le tournoi triangulaire décidé par la FRMF pour désigner le gagnant du championnat 1959-1960, alors que le titre revenait au Raja.

## Biographie

### Jeunesse
Laâchfoubi El Bouazzaoui est originaire de la tribu des Oulad Ziyane, qui fait traditionnellement partie de la confédération des Chaouïa.
Encore jeune, il s'installe à Derb Sultan et y développe ses activités jusqu'à devenir l'un des plus riches commerçants du quartier. Lors des années 1940, Derb Sultan devient l'un des fiefs de la résistance casablancaise au colonialisme du protectorat français. Laâchfoubi est l'un des principaux financiers des indépendantistes, à leur tête son ami Hamidou El Watani et Brahim Roudani.

### Dirigeant de football
Grand amateur de football, il cofonde le club Al Watan avec Hamidou El Watani en 1930. Ce club est notamment connu pour avoir lancé la carrière de « la Perle noire », Larbi Benbarek,.
En 1946, ils renomment leur club en Fath Casablanca, et l'inscrivent dans la Ligue libre du Maroc de football, créée la même année par Mohamed El Yazidi (qui sera plus tard le premier président de la Fédération royale marocaine de football) pour s'émanciper de la Ligue du Maroc de football, qui est affiliée à la Fédération française de football. Cette dernière imposait un règlement strict aux clubs marocains et leur imposait entre autres, d'avoir un président français. En 1949, le club remporte le championnat de la Ligue libre, mené alors par Mohamed Naoui qui occupait la fonction d'entraîneur-joueur.

### Raja CA

#### Fondation

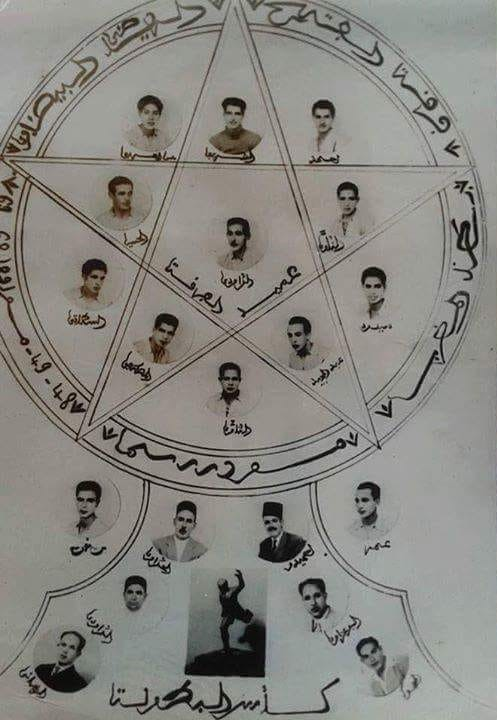
Le Fath Casablanca vainqueur du championnat libre 1948-49, Laâchfoubi est le deuxième en bas à droite

Les dirigeants décident après ce sacre de créer un nouveau club pour regrouper les meilleurs joueurs éparpillés dans les équipes amateurs de Derb Sultan, pour pouvoir concourir avec l'élite nationale en Ligue du Maroc. Après plusieurs réunions au café Al Watan de Hamidou El Watani, au café Bouya Saleh et au bureau de rédaction de contrats de Hajji Ben Abadji, le Raja Club Athletic voit officiellement le jour le 20 mars 1949 au café Bouya Saleh, n° 80 Rue Al Abassiyine à Derb Sultan,. Un ami de Laâchfoubi, l'algérien Nabi Errayhani a eu l'idée de contourner le règlement de la Ligue en laissant la présidence à Hajji Ben Abadji, un natif de Tlemcen qui avait la nationalité française. Les autorités coloniales sont ainsi contraintes d'accepter et Moulay Sassi Aboudarka Alaoui est désigné président d'honneur.
L'assemblée générale de novembre 1951 nomme Laâchfoubi et Mohamed Maâti Bouabid comme premier et deuxième vice-présidents du Raja CA. Après l'indépendance du Maroc en 1956, Boujemaâ Kadri succède à Ben Abadji à la présidence du club, secondé par Laâchfoubi.

#### Président
En 1958, l'assemblée générale le nomme président du Raja CA après neuf ans passés à la vice-présidence. 
Au terme de la saison 1959-1960, une grande polémique éclate après que la FRMF a décidé de faire jouer un tournoi triangulaire entre les trois premières équipes du championnat qui étaient ex-æquo en termes de points, alors que le Raja était en tête avec la meilleure différence de buts. Laâchfoubi et son comité contestent cette décision injuste et refusent d'y participer, le tournoi est donc transformé en un match-barrage opposant le Kénitra AC et l'AS FAR. Le KAC remporte le titre tandis que le Raja est relégué à la troisième place. 
Sous l'impulsion de Laâchfoubi, l'Union marocaine du travail (UMT) parraine le Raja Club Athletic en 1960, qui devient en quelque sorte son représentant sur les pelouses et où plusieurs cadres du syndicat ont joué. L'assemblée générale de 1961 décerne un statut honorifique à plusieurs personnalités syndicales qui ont soutenu le club dont Abdallah Ibrahim, Abderrahim Bouabid, Mahjoub Ben Seddik, Mohamed Maâti Bouabid et Driss Slaoui.
En 1963, il est remplacé par Karim Hajjaj à la tête du club, mais Laâchfoubi conserve une place importante dans la gestion du club.

### Tensions internes et décès
En 1969, le club est marqué par des tensions internes qui opposent deux factions: les fondateurs, à leur tête Laâchfoubi, Boujemaâ Kadri et Karim Hajjaj, et les avocats menés par Abdellatif Semlali, Abdelouahed Maâch et Mustapha Abied, qui constituent la nouvelle génération de dirigeants. Même les joueurs se retrouvent pris entre deux feux et la plupart se résignent à choisir un camp. Les avocats finissent par s'imposer et le club est « réunifiée ».
Après l'avènement des avocats qui dirigeront le club durant près de vingt ans, les fondateurs s'éloignent progressivement de la gestion du club.
Laâchfoubi El Bouazzaoui décède le 14 mars 1977 à Derb Sultan.